# 耶布森角
60°43′S 45°41′W / 60.717°S 45.683°W
耶布森角是南極洲的海岬，位於南奧克尼群島的西格尼島西部，處於耶布森港南部，在1912至1913年由挪威捕鯨船長繪入地圖，現時由南極條約體系管理。